# یوننه
یوننه (به لهستانی: Jonne}} یک روستا در لهستان است که در گمینا لوتوچین واقع شده‌است.